# 朗吉多
朗吉多（英語：Longido）位於坦尚尼亞阿鲁沙区，從2007年起，朗吉多區之行政中心即位於朗吉多。此外，朗吉多是坦尚尼亞舉行選舉的選區，該區居民以馬賽人居多。該區有座火山名為隆吉多火山。2022年，朗吉多總共有10,940位居民。